# (364) Isara
(364) Isara est un astéroïde de la ceinture principale découvert par Auguste Charlois le 19 mars 1893.
L'astéroïde est nommé d'après le nom latin de la rivière française Isère.